# هری اس. پپر
هری اس. پپر (انگلیسی: Harry S. Pepper؛ ‏ ۲۷ اوت ۱۸۹۱ – ۲۶ ژوئن ۱۹۷۰) ترانه‌سرا، نوازنده پیانو، آهنگساز، موسیقی‌دان، بازیگر و تهیه‌کننده تلویزیونی بود.
از فیلم‌هایی که وی در آن‌ها نقش داشته‌است، می‌توان به قلبم ندا می‌دهد اشاره نمود.